# Mes frères et moi
Pour plus de détails, voir Fiche technique et Distribution.
Mes frères et moi est un drame français réalisé par Yohan Manca et sorti en 2021.

## Synopsis
L'été, dans une ville des bords de mer du sud de la France, Nour est un jeune garçon de 14 ans qui doit effectuer un travail d'intérêt général en punition d'une incivilité. Il repeint un mur de son collège. Dans sa famille cela va mal, son père est parti et sa mère est en soins palliatifs, dans le coma à domicile. Ce sont ses trois grands frères qui gèrent les affaires, Abel (Dali Benssalah), l'ainé autoritaire, Mo (Sofian Khammes), le rouleur de mécanique et Hédi le rageur. Tout le monde survit de débrouilles et de petites affaires plus ou moins légales. Abel vend des tenues de sport clandestinement. Mo fait de la musculation, est gigolo bisexuel autour de la piscine d'un hôtel. Hédi dealer de haschich, utilise Nour comme guetteur, révolté, il n'envisage que de partir loin d'ici.
Au collège, Sarah (Judith Chemla), chanteuse lyrique, anime un atelier d'été de chant lyrique. Nour s'immisce dans le groupe, il se souvient de son père qui chantait Una furtiva lagrima de L'elisir d'amore et, à la maison, il passe régulièrement des airs d'opéra à sa mère, espérant la réveiller. Il se trouve conforté dans une passion naissante qu'il doit cacher à ses frères qui n'ont pas beaucoup d'empathie pour ces horizons artistiques qui permettraient à Nour de s'évader de son milieu culturel quotidien.

## Fiche technique
- Titre original : Mes frères et moi
- Réalisation : Yohan Manca
- Scénario : Yohan Manca et Hédi Tillette de Clermont-Tonnerre
- Musique : Bachar Mar-Khalifé
- Décors : Jonathan Israël
- Costumes : Nadia Acimi
- Photographie : Marco Graziaplena
- Montage : Clémence Diard
- Producteur : Julien Madon et Camille Rich
- Sociétés de production : A Single Man
- Société de distribution : Ad Vitam
- Pays de production :  France
- Langue originale : français
- Format : couleur — 1,85:1
- Genre : drame
- Durée : 108 minutes
- Dates de sortie :
  - France : 12 juillet 2021 (Festival de Cannes) ; 5 janvier 2022 (sortie nationale)
  - États-Unis : 21 octobre 2021 (Festival international du film de Philadelphie)
  - Belgique : 5 janvier 2022

## Distribution
- Maël Rouin Berrandou : Nour, 14 ans, collégien
- Judith Chemla : Sarah, chanteuse lyrique
- Dali Benssalah : Abel, frère ainé de Nour, autoritaire
- Sofian Khammes : Mo, frère de Nour et d'Abel, gigolo bisexuel
- Moncef Farfar : Hédi, frère de Nour, de Mo et d'Abel, dealer de haschich
- Olivier Loustau : Manu, oncle des quatre frères
- Olga Milshtein : Julia
- Luc Schwarz : Pietro, tuteur de tigistes

## Production

### Tournage
Le tournage se déroule dans l'Hérault :
- Boulevard Pierre-Mendès-France et dans le cimetière marin à Sète.
- La plage du Grau-d'Agde d'Agde.
- Autour de la piscine de l'hôtel « Les Corallines » à La Grande-Motte.
- L'opéra Comédie de Montpellier.

## Musique
Sauf indication contraire ou complémentaire, les informations mentionnées dans cette section proviennent du générique de fin de l'œuvre audiovisuelle présentée ici.
- Ya Nas par Bachar Mar-Khalifé.
- Nessun dorma du troisième acte de l'opéra Turandot de Giacomo Puccini.
- Libiamo ne' lieti calici du premier acte de l'opéra La traviata de Giuseppe Verdi.
- Molotov 4 par Sefyu.
- Dimmi di sì de Tiziano Tavasanis.
- Una furtiva lagrima du deuxième acte de l'opéra L'elisir d'amore de Gaetano Donizetti.
- Mi Dulce Caridad par Francisco Leon Rodriguez et Matt Hirt.
- L'amour est un oiseau rebelle du premier acte de l'opéra-comique Carmen de Georges Bizet.
- Tu par Umberto Tozzi.
- An die Musik de Franz Schubert.
- È strano... Ah fors'è lui... Sempre libera du premier acte de l'opéra La traviata de Giuseppe Verdi.
- Kyrie eleison par Bachar Mar-Khalifé.

## Distinctions

### Sélections
- Festival de Cannes 2021 : compétition Un certain regard
- Festival du film de Cabourg 2022 : sélection Ciné Swan